# Арнасайський район
Арнасайський район (узб. Арнасой тумани, Arnasoy tumani) — район у Джиззацькій області Узбекистану. Розташований у центральній частині області. Утворений 26 листопада 1975 року. Центр — міське селище Голіблар.